# Differenz des Fichteschen und Schellingschen Systems der Philosophie
Differenz des Fichteschen und Schellingschen Systems der Philosophie (inofficiell svensk titel: Skillnaden mellan Fichtes och Schellings system i filosofin) är en bok av den tyske filosofen Georg Wilhelm Friedrich Hegel, utgiven år 1801. Hegel hade tidigare detta år genomfört sin habilitation vid Jenas universitet. I boken, som är Hegels första, ansluter han sig till Friedrich von Schellings sida mot Johann Gottlieb Fichte. Hegel omfattar Schellings objektiva idealism. Hegel ser i Schellings verk även influenser från fransk 1700-talsmaterialism. Fichte kritiseras särskilt för sin starkt betonade subjektivistiska filosofi.
Kontroverserna i boken rör bland annat hur man ska ställa sig inför de kantianska dikotomierna ändlig–oändlig, fenomen–noumenon och verklighet–förnuft.